# Grafite
Grafite, właśc. Edinaldo Batista Libano (ur. 2 kwietnia 1979 w Campo Limpo Paulista) – brazylijski piłkarz występujący na pozycji napastnika.

## Kariera klubowa
Grafite piłkarską karierę rozpoczynał w Grêmio Foot-Ball Porto Alegrense. Następnie występował kolejno w takich zespołach jak Anyang LG Cheetahs, Goiás Esporte Clube i São Paulo Futebol Clube. W 2006 roku przeniósł się do Europy. W sezonie 2006/2007 i na początku sezonu 2007/2008 był zawodnikiem francuskiego Le Mans UC72, dla którego rozegrał łącznie 51 meczów w Ligue 1 i strzelił 17 bramek.
31 sierpnia 2007 roku Grafite podpisał czteroletni kontrakt z klubem VfL Wolfsburg, do którego został sprowadzony za namową trenera niemieckiej drużyny – Felixa Magatha. Działacze Wolfsburga zapłacili za Brazylijczyka 7,5 miliona euro. Grafite strzelając 11 bramek został najskuteczniejszym strzelcem klubu w sezonie 2007/2008.
W sezonie 2008/2009 Grafite razem ze swoim zespołem wywalczył mistrzostwo Niemiec, a sam z 28 golami w 25 występach został królem strzelców Bundesligi. Od początku pobytu w Wolfsburgu Grafite tworzy duet napastników razem z Edinem Džeko.
W Lidze Mistrzów, gdzie Wolfsburg zagrał dzięki wywalczeniu mistrzostwa, Brazylijczyk zadebiutował 15 września 2009 roku w meczu z CSKA Moskwa. W spotkaniu tym ustrzelił hat-tricka, będąc dopiero szóstym piłkarzem w historii, który uczynił to w swoim debiucie.
19 czerwca 2011 podpisał dwuletni kontrakt z klubem Al-Ahli Dubaj.
2 lutego 2015 Grafite przechodzi do katarskiego klubu Al-Sadd Sports Club.
15 lipca 2015 wraca do brazylijskiego klubu Santa Cruz Fuetbol Clube.

## Sukcesy
- Mistrzostwo Niemiec w sezonie 2008/2009.
- Król strzelców Bundesligi w sezonie 2008/2009 (28 goli).
- Piłkarz roku 2009 wg magazynu Kicker.